# Anthocomus fasciatus
Anthocomus fasciatus är en skalbaggsart som först beskrevs av Carl von Linné 1758.  Anthocomus fasciatus ingår i släktet Anthocomus, och familjen Malachiidae. Enligt den finländska rödlistan är arten starkt hotad i Finland. Arten är reproducerande i Sverige. Artens livsmiljö är torra gräsmarker.

## Bildgalleri

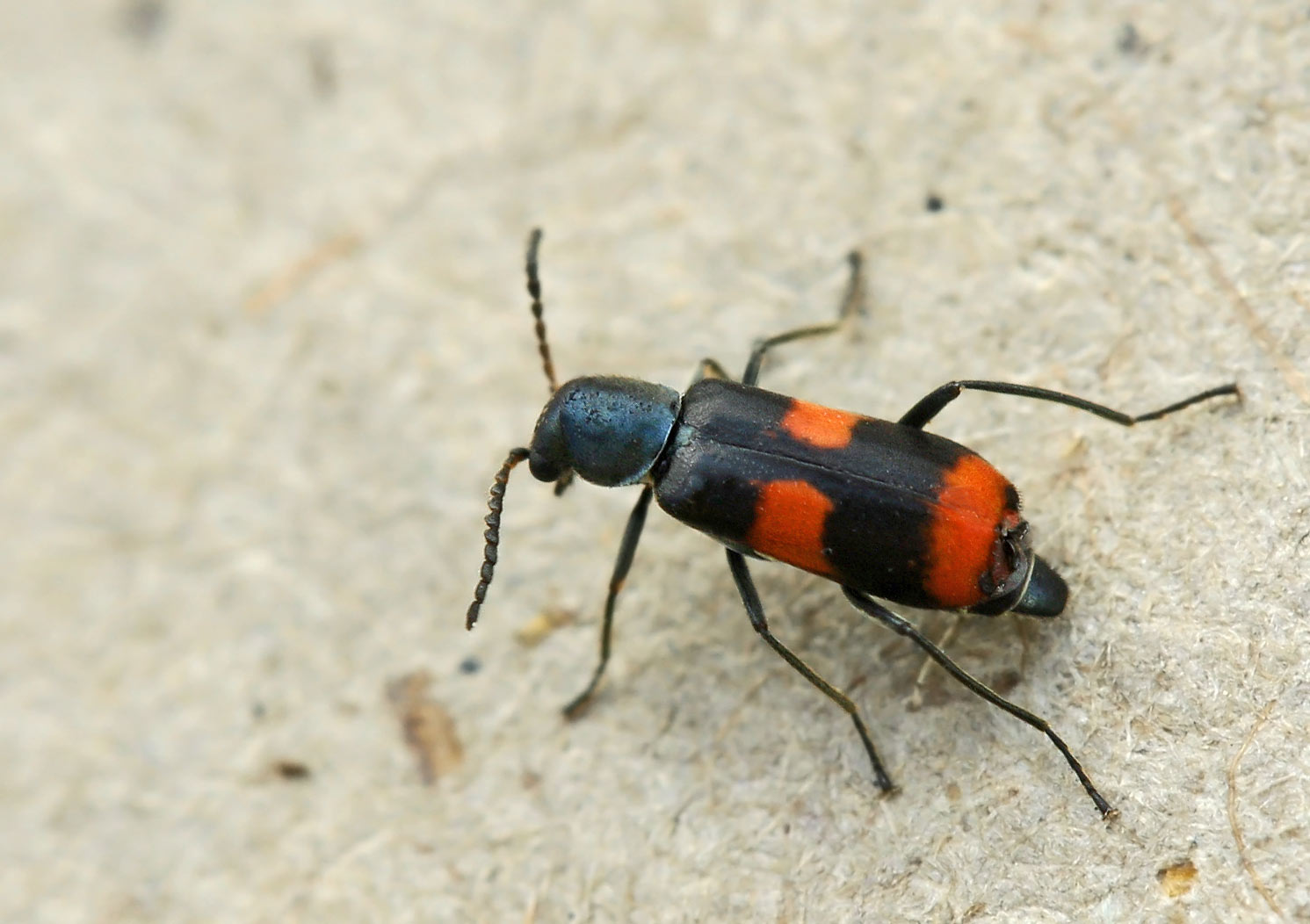
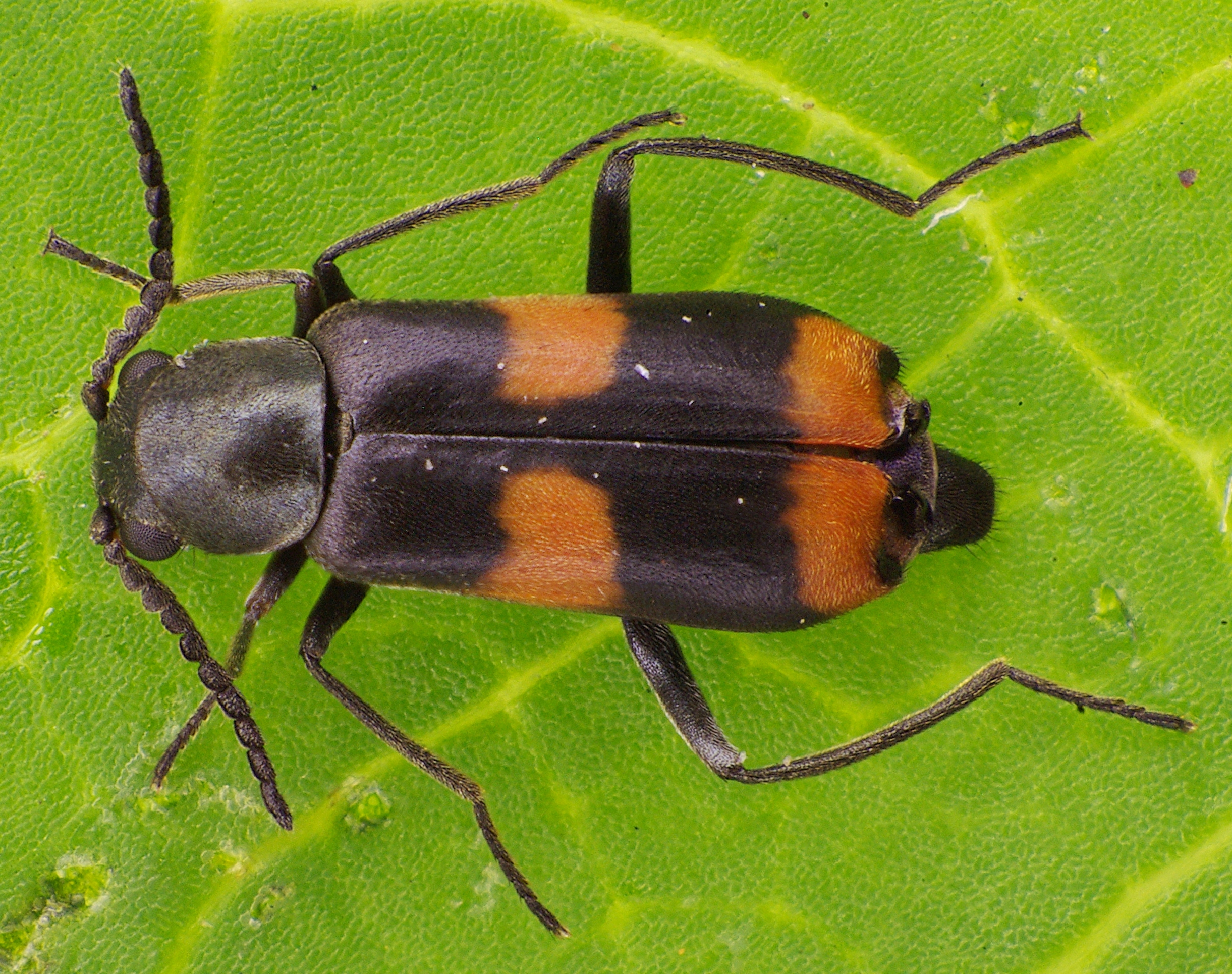
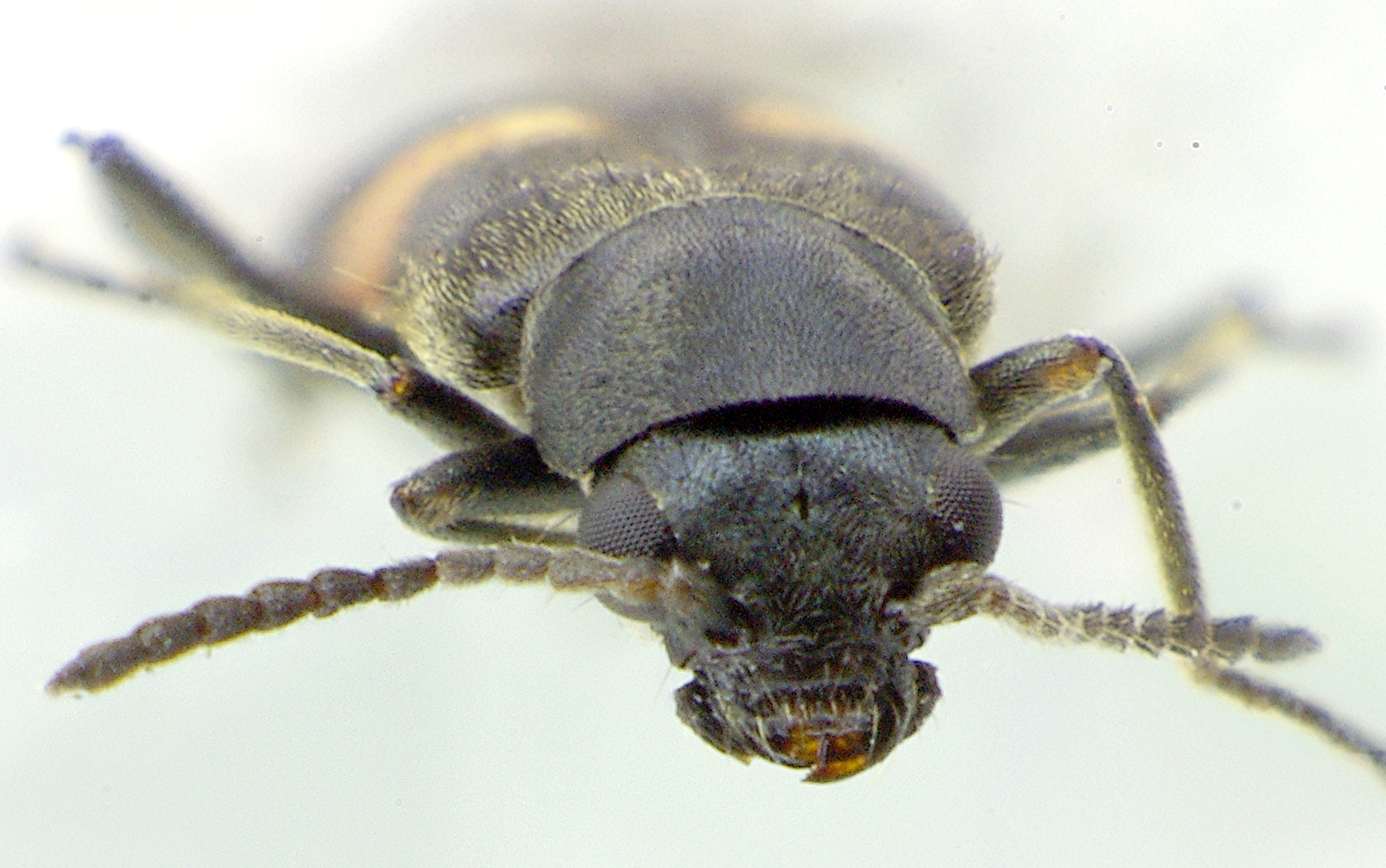
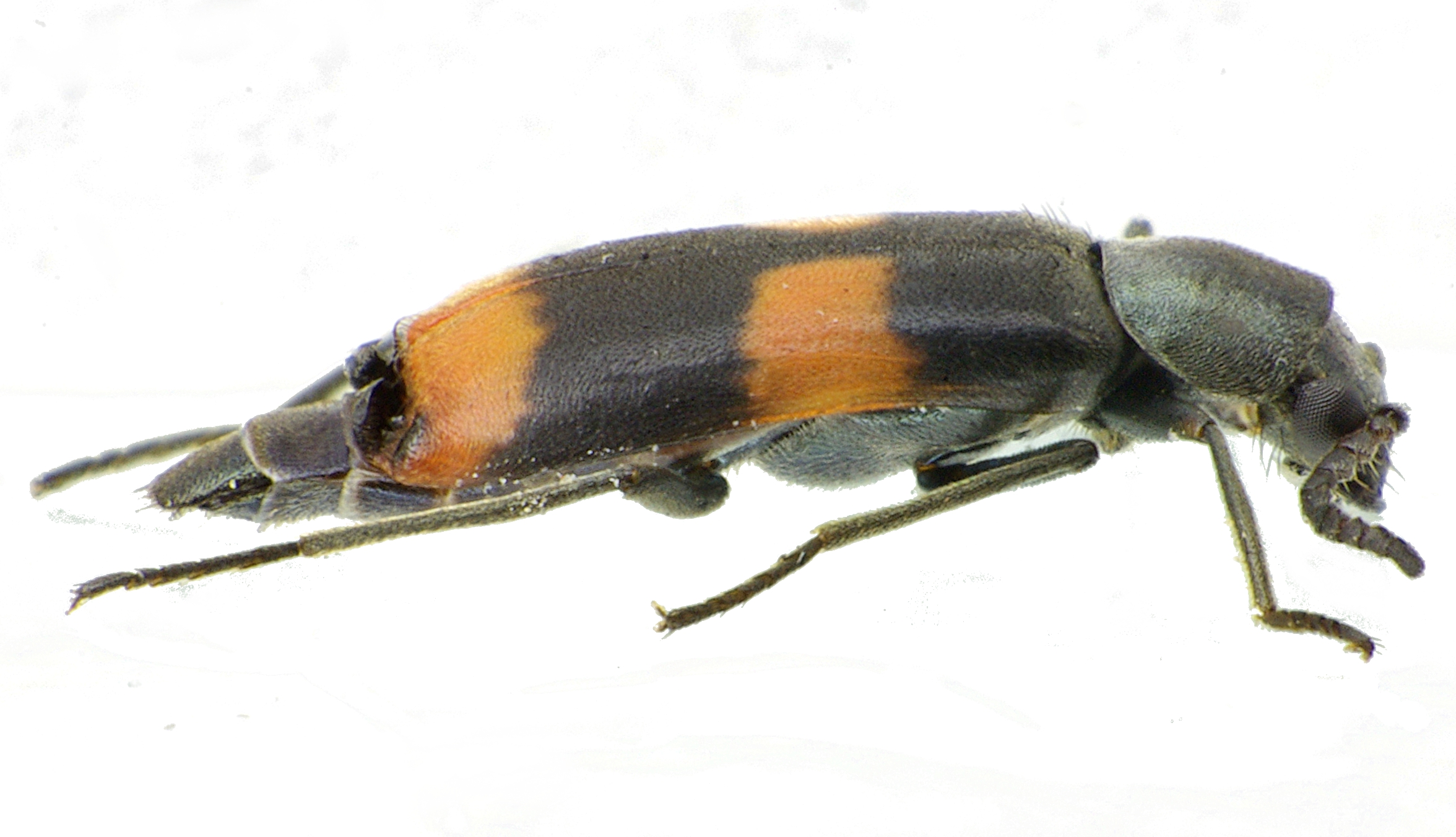
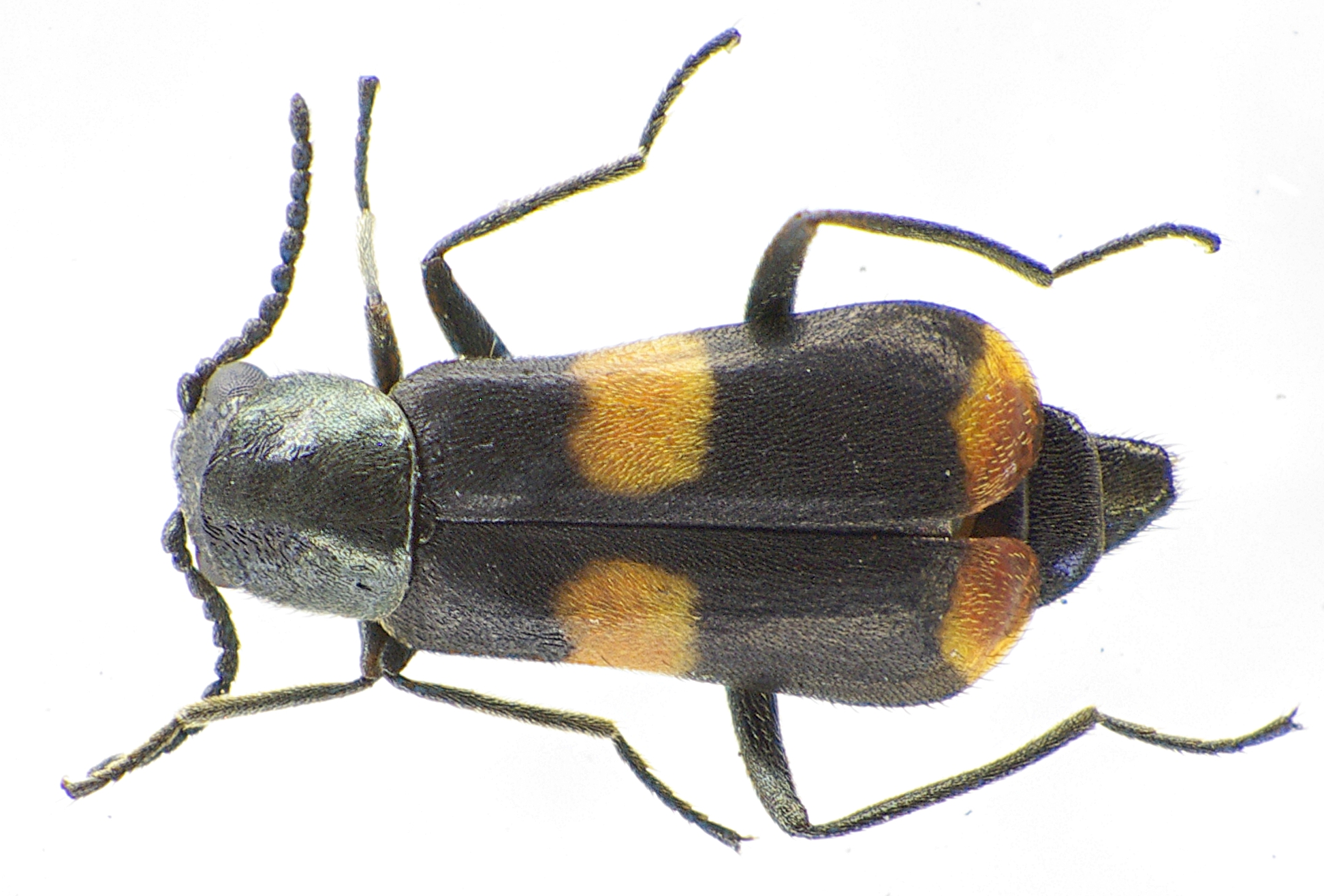
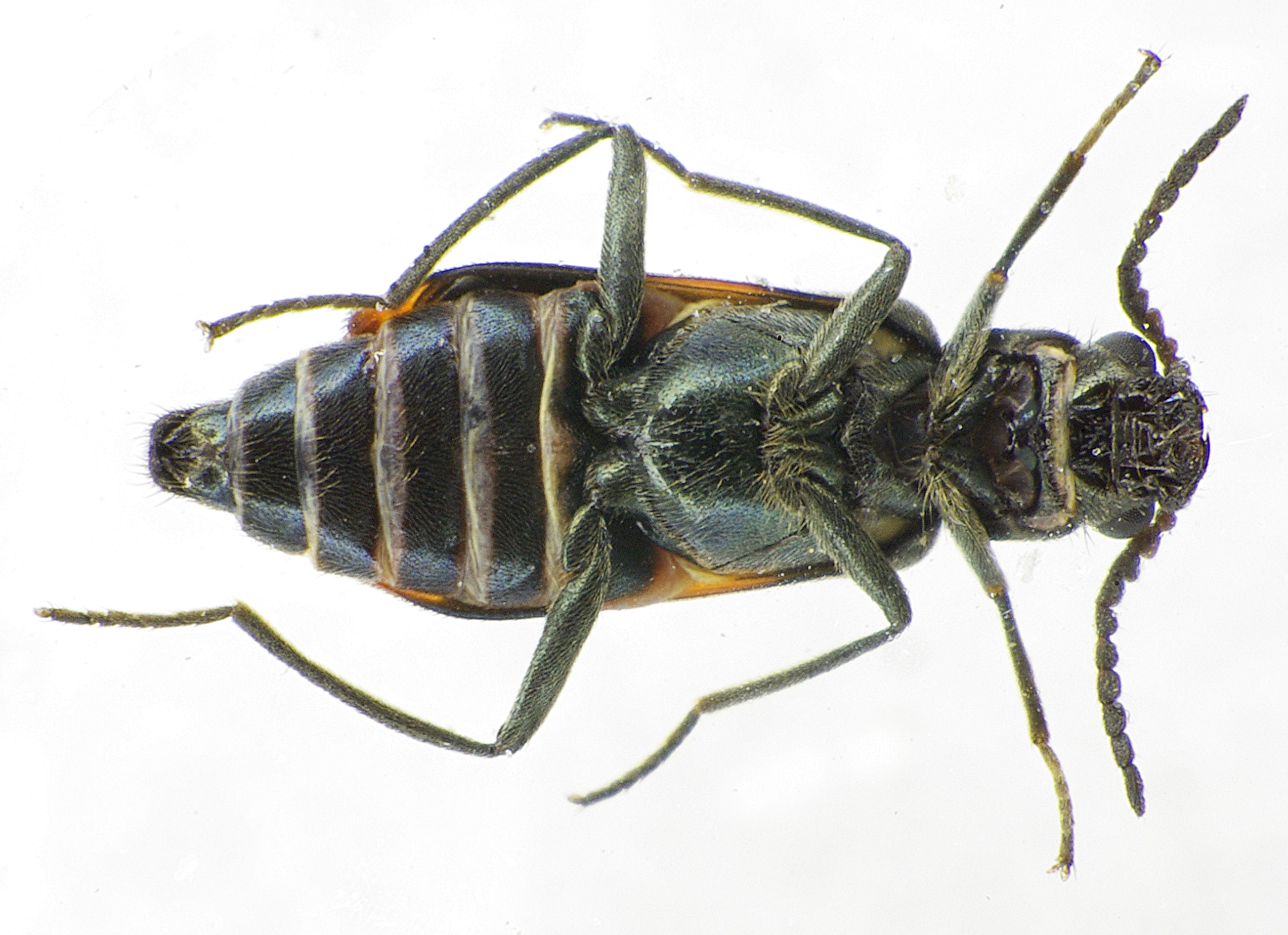